# Institut national de géographie
Het Institut national de géographie was een Belgische cartografische uitgever van 1882 tot 1898. Het bedrijf, dat kaarten, wereldbollen en atlassen produceerde, schreef zich in in de kolonisering van Congo.

## Geschiedenis
De teleurgang van het Établissement géographique de Bruxelles in 1880 liet een gat in de cartografische markt, dat werd opgevuld door Théodore Falk-Fabian en Henry Merzbach. De laatste had zich teruggetrokken uit de uitgeverij Merzbach & Falk, en de eerste werd nu directeur-zaakvoerder van het nieuwe bedrijf. Achter hen stond koning Leopold II van België. Voorts waren politieke figuren als Jules Malou en Joseph Descamps onder de oprichters, financiers als Léon Lambert, Jacques Cassel en Sigismond Baernstein, maar ook veel Antwerps kapitaal. Verschillende aandeelhouders zaten ook in de Société géographique d'Anvers: Henri Emmanuel Wauwermans, kolonel Henrard, kapitein Ghesquière, Gustave van Havre, Jacques Langlois, John Hunter, A. Baguet, Ernest vander Laat, Xavier Gheysens en Ventura de Collejon. Hoewel de naam anders liet uitschijnen, ging het niet om een overheidsinstelling maar om een naamloze vennootschap. 
Het instituut maakte wereldbollen in diverse formaten en talen. Het had ook aandacht voor de geschiedenis van de aardrijkskunde en kon daarvoor een beroep doen op Charles Ruelens. Onder zijn leiding werden vanaf 1884 honderd kaarten van Jacob van Deventer gepubliceerd onder de titel Atlas des villes de la Belgique au XVIe siècle. Maar weldra zou Afrika de grootste aandacht opslorpen.
In 1884 organiseerde het instituut een expeditie van Josef Chavanne naar Midden-Afrika om de waterscheiding van de Nijl, de Tsjaad en de Benoué in kaart te brengen. Ofschoon dit werd voorgesteld als een zuiver wetenschappelijke onderneming, kaderde het in het afbakenen van de leopoldiaanse invloedssfeer tegenover de Engelse en de Franse. Op basis van Chavannes werk kon Falk in mei 1884 een gedetailleerde kaart van Congo presenteren, waarop de stations van de Association internationale du Congo waren aangegeven. Koloniale propaganda werd ook bedreven via de periodiek Le Mouvement géographique.